# Station Surdon
Station Surdon is een spoorwegstation in de Franse gemeente Le Château-d'Almenêches.